# Lieskovany
Lieskovany é um município da Eslováquia, situado no distrito de Spišská Nová Ves, na região de Košice. Tem 1,76 km² de área e sua população em 2018 foi estimada em 359 habitantes.

## Demografia
| Ano:        | 1994 | 2004    | 2014    | 2024    |
| ----------- | ---- | ------- | ------- | ------- |
| Broj ljudi: | 233  | 262     | 326     | 410     |
| Razlika:    |      | +12,44% | +24,42% | +25,76% |

| Ano:               | 2023 | 2024   |
| ------------------ | ---- | ------ |
| Número de pessoas: | 388  | 410    |
| Diferença:         |      | +5,67% |